# Estació de Sant Boi
Sant Boi és una estació ferroviària de la Línia Llobregat-Anoia de la xarxa de Ferrocarrils de la Generalitat de Catalunya, on s'hi aturens trens de la línia 8 de metro, de línies suburbanes S3, S4, S8, S9, i de rodalia R5, R6, R50 i R60. Aquesta està situada al centre del nucli urbà de Sant Boi de Llobregat a la comarca del Baix Llobregat.
És una de les estacions més importants de la línia en nombre de passatgers, té connexió amb diversos autobusos interurbans i disposa de diverses vies desviades 

## Història
La construcció de la línia del carrilet entre Barcelona i Martorell pel marge dret del riu Llobregat va acabar amb l'aïllament ferroviari de Sant Boi. L'estació es posà en funcionament el 29 de desembre de 1912 amb el tren inaugural de la línia.
La construcció del túnel entre Magòria i Plaça Espanya el 1926, suposà l'electrificació de la línia fins l'estació de Sant Boi, on s'hi instal·là catenària arèa.
El 1995 l'edifici de l'estació passà a ser el centre de gestió ferroviària de la línia Llobregat-Anoia, que va fer aquesta funció fins al 2009, quan es centralitzà tota la gestio a Rubí.

## Serveis ferroviaris
| Línia Llobregat-Anoia de FGC |                |                     |                                |                                |
| Procedència/Destinació       | <              | Línia               | >                              | Procedència/Destinació         |
| Barcelona - Pl. Espanya      | Cornellà-Riera |                     | Molí Nou \| Ciutat Cooperativa | Molí Nou \| Ciutat Cooperativa |
| Barcelona - Pl. Espanya      | Cornellà-Riera | Can Ros             | Molí Nou \| Ciutat Cooperativa |                                |
| Barcelona - Pl. Espanya      | Cornellà-Riera | Olesa de Montserrat | Molí Nou \| Ciutat Cooperativa |                                |
| Barcelona - Pl. Espanya      | Cornellà-Riera | Martorell-Enllaç    | Molí Nou \| Ciutat Cooperativa |                                |
| Barcelona - Pl. Espanya      | Cornellà-Riera | Quatre Camins       | Molí Nou \| Ciutat Cooperativa |                                |
| Barcelona - Pl. Espanya      | Cornellà-Riera | Manresa-Baixador    | Molí Nou \| Ciutat Cooperativa |                                |
| Barcelona - Pl. Espanya      | Cornellà-Riera | Igualada            | Molí Nou \| Ciutat Cooperativa |                                |
| Barcelona - Pl. Espanya      | Cornellà-Riera |                     | Sant Vicenç dels Horts         | Manresa-Baixador               |
| Barcelona - Pl. Espanya      | Cornellà-Riera |                     | Santa Coloma de Cervelló       | Igualada                       |

## Galeria d'imatges

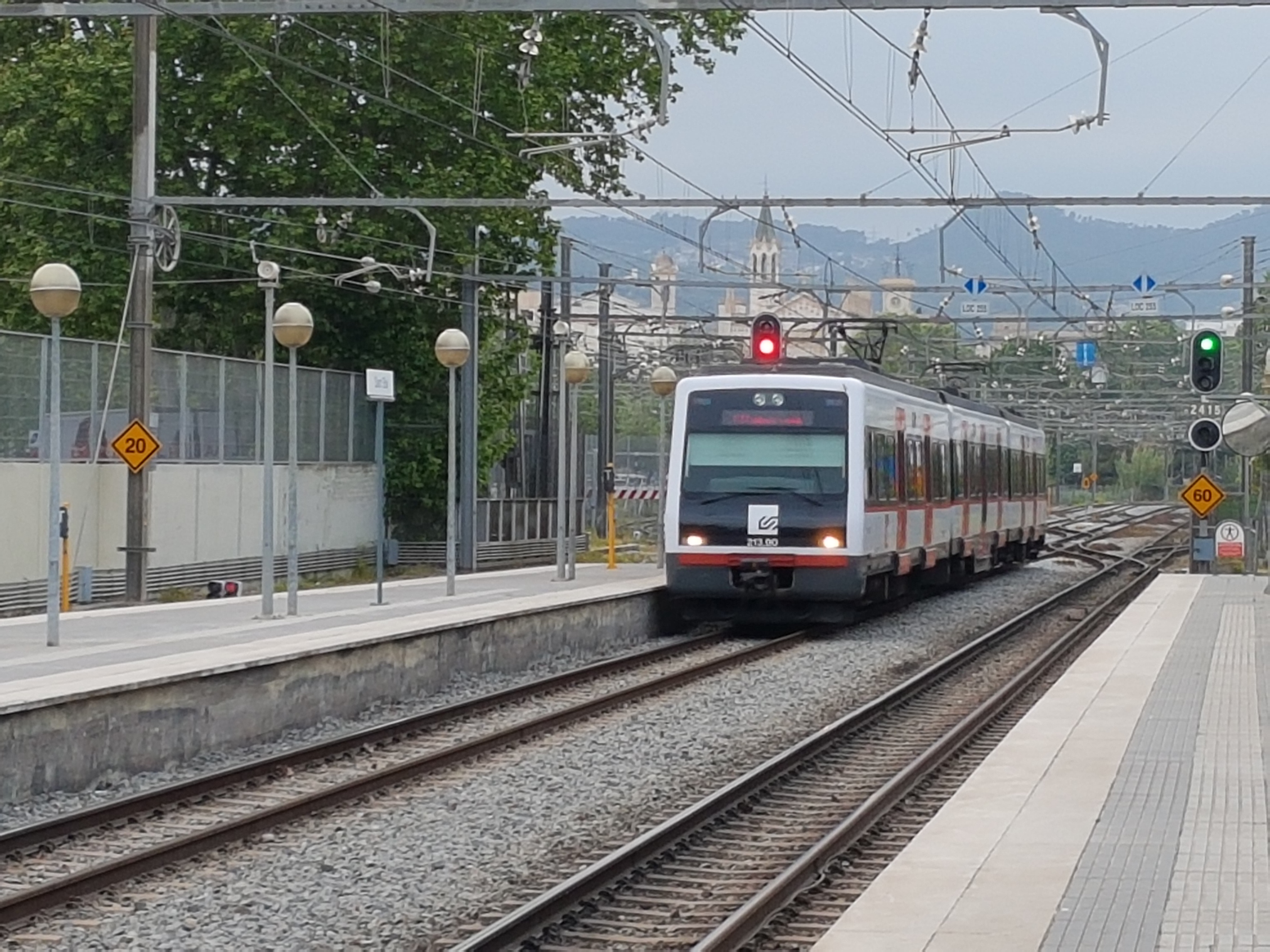
Servei de metro L8 procedent de Molí Nou amb la unitat 213.40
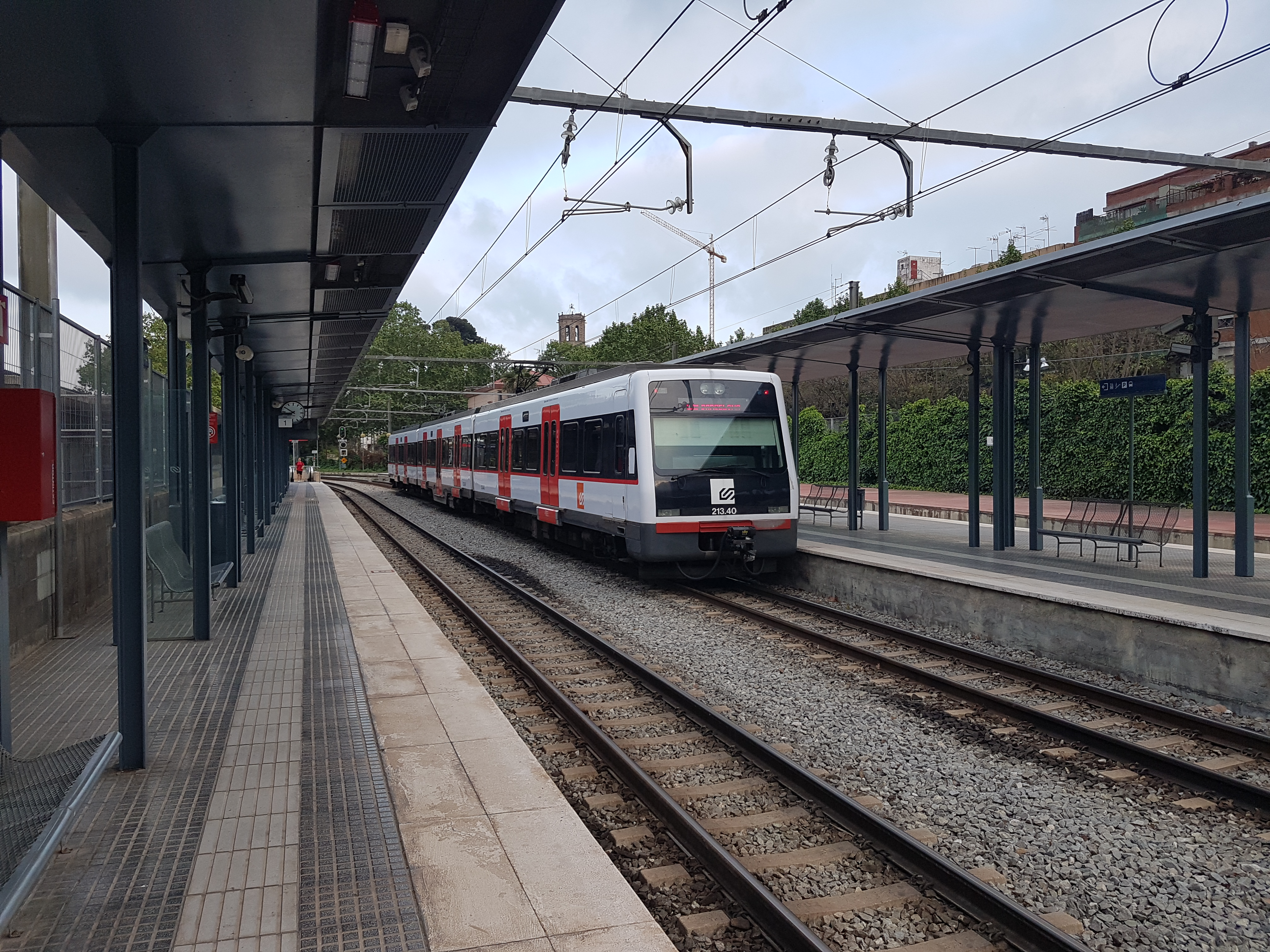
Servei de metro L8 direcció Barcelona per via 2
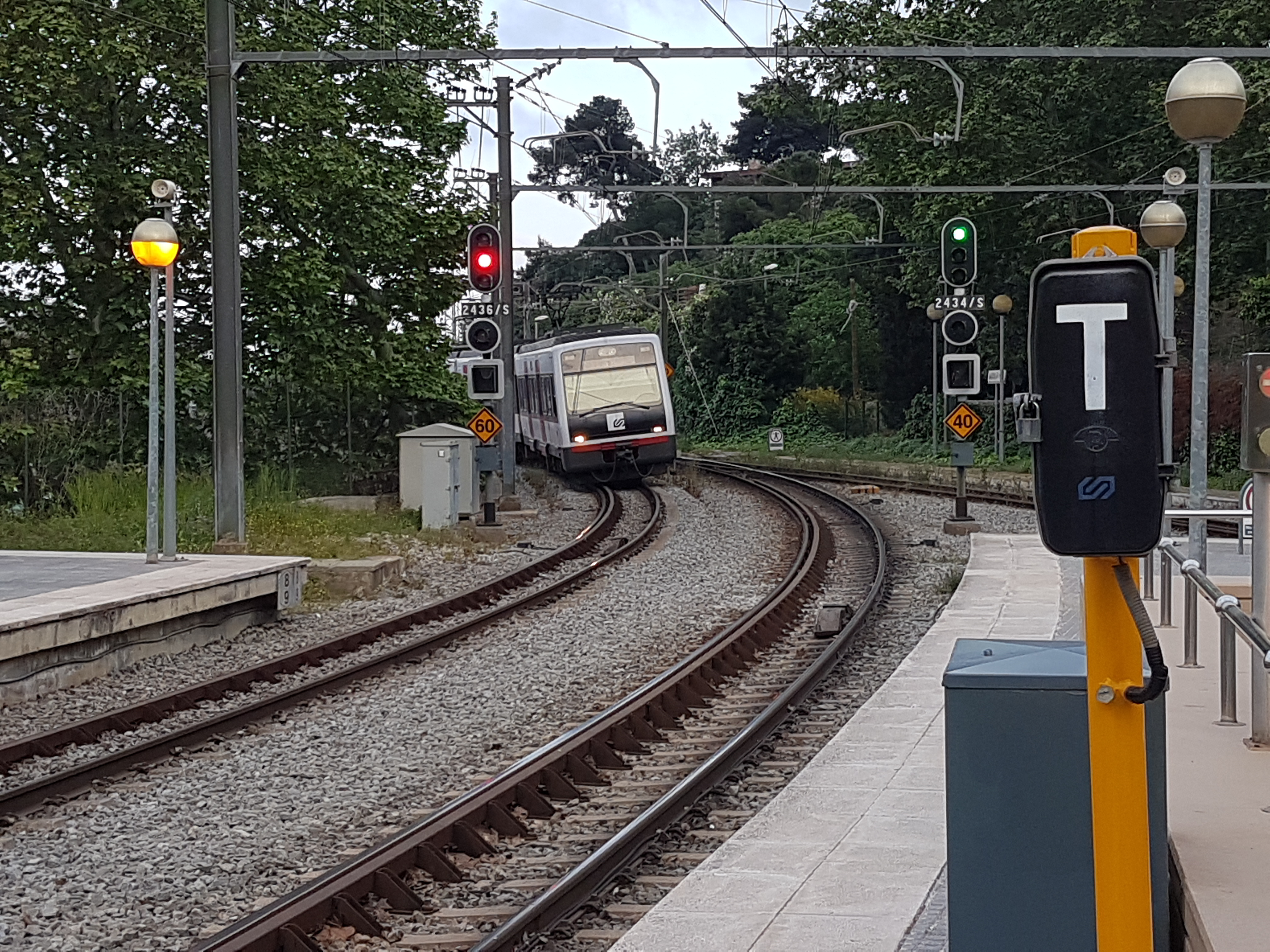
Servei de rodalia R5 destinació Manresa per via 1
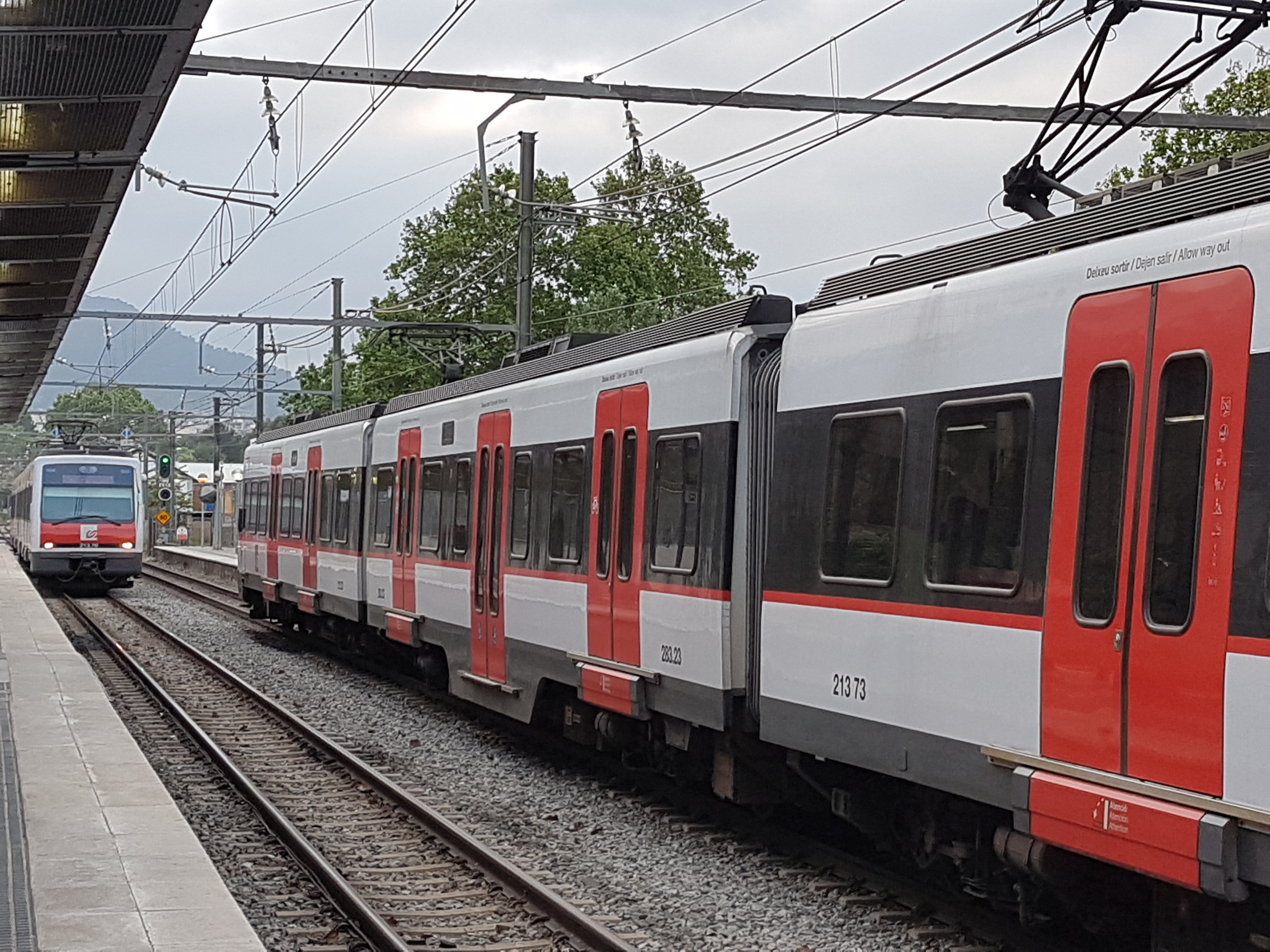
Servei suburbà S4 destinació Barcelona per via 2

## Accessos
- Carrer de Josep Torres i Bages